# Tormantos
Tormantos és un municipi de la Rioja, a la regió de la Rioja Alta, limitant amb la província de Burgos. Se situa en les fèrtils planes de la vall del riu Tirón. De fet, és la primera localitat riojana que creua aquest riu.

## Història
La primera referència històrica que fa al·lusió a Tormantos data del segle xii (any 1137) és un document de donació que va realitzar Blasco Álvarez, veí de Tormantos, a Santo Domingo de la Calzada, en la qual se cedia una vinya. En l'any 1146 el rei Alfons VII de Castella inclou Tormantos en el Fur de Cerezo, vila de la qual s'independitzaria durant el regnat de Carles III d'Espanya. Altre document de donació on apareix és de l'any 1269, en el qual Do Simón Roiz cedia a la seva esposa Sancha Alfonso, filla del rei de Lleó, tot el que posseïa "en Tormantos i en tots els seus termes".
Fins al segle xii, el Camí de Santiago discorria per aquesta zona, coincidint amb la calçada romana, però després es va desviar per Santo Domingo de la Calzada al seu actual traçat. En el cens de població de la Corona de Castella del segle xvi, Tormantos apareix esmentat a l'Arquebisbat de Burgos i a l'arxiprestatge de Belorado, amb una població total de 200 ànimes.

## Política
| Període      | Nom de l'alcalde/-essa    | Partit polític | Data de possessió |
| ------------ | ------------------------- | -------------- | ----------------- |
| 1979 - 1983  | Angel Gil Manero          |                | 19/04/1979        |
| 1983 - 1987  | Angel Gil Manero          |                | 28/05/1983        |
| 1987 - 1991  | Javier Lafuente Zuñeda    | PSOE           | 30/06/1987        |
| 1991 - 1995  | Javier Lafuente Zuñeda    | PSOE           | 15/06/1991        |
| 1995 - 1999  | José Alberto Imaña Alonso | PSOE           | 17/06/1995        |
| 1999 - 2003  | José Alberto Imaña Alonso | PSOE           | 03/07/1999        |
| 2003 - 2007  | Ramón Bastida López       | PSOE           | 14/06/2003        |
| 2007 - 2011  | Mónica Alonso Santamaría  | PSOE           | 16/06/2007        |
| 2011 - 2015  | Josefa Fernández Diz      | PP             | 11/06/2011        |
| 2015 - 2019  | n/d                       | n/d            | 13/06/2015        |
| 2019 - 2023  | n/d                       | n/d            | 15/06/2019        |
| Des del 2023 | n/d                       | n/d            | 17/06/2023        |